# Vampyrernas natt
Vampyrernas natt (engelska: The Fearless Vampire Killers, or Pardon Me, But Your Teeth Are in My Neck) är en amerikansk-brittisk skräck-komedifilm från 1967 i regi av Roman Polanski. I huvudrollerna ses Polanski, Sharon Tate, Jack MacGowran och Alfie Bass.

## Handling
Den åldrade professor Abronsius kommer till en liten by i Transsylvanien för att leta efter fladdermöss. Hans assistent, Alfred, förälskar sig i värdshusvärdens undersköna dotter Sarah. I ett mörkt och fuktigt slott utanför byn bor den märklige Greve von Krolock.

## Om filmen
Filmen har gett upphov till musikalen Tanz der Vampire, med musik av Jim Steinman och texter av Michael Kunze. Roman Polański regisserade även denna.

## Rollista i urval
- Jack MacGowran – Professor Abronsius
- Roman Polański – Alfred, Professors assistent
- Sharon Tate – Sarah Shagal, Yoyneh och Rebeccas dotter
- Alfie Bass – Yoyneh Shagal, värdshusvärd
- Ferdy Mayne – Greve von Krolock / berättare
- Terry Downes – Koukol, Krolocks uppassare
- Fiona Lewis – Magda, uppasserska på värdshuset
- Iain Quarrier – Herbert von Krolock, grevens son
- Jessie Robins – Rebecca Shagal, Yoynehs fru
- Ronald Lacey – byidioten
- Sydney Bromley – slädförare
- Andreas Malandrinos – vedhuggare vid värdshuset